# Unidad de Fomento
Pour les articles homonymes, voir UF.
 (juin 2016).
Si vous disposez d'ouvrages ou d'articles de référence ou si vous connaissez des sites web de qualité traitant du thème abordé ici, merci de compléter l'article en donnant les références utiles à sa vérifiabilité et en les liant à la section « Notes et références ».
La Unidad de Fomento (UF) est une unité de compte utilisée au Chili. Le taux de change entre l'UF et le Peso chilien est constamment ajusté à l'inflation.

## Description
La monnaie a été créée le 20 janvier 1968 pour être utilisée comme référence dans les prêts internationaux sécurisés (pour le principal et l'intérêt bancaire) ou comme élément monétaire de référence. Par la suite, elle a été étendue pour servir de référence à tous les types de prêts du secteur privé ou comme référence dans les achats, les investissements, les contrats ou des situations particulières requérant un ajustement constant de la valeur en tenant compte de l'inflation chilienne. La monnaie est aussi utilisée pour servir de référence dans les normes juridiques telles que la valeur nominale des actions des entreprises ou des amendes.
La Unidad de Fomento (UF) est devenu l'unité de mesure préférée pour la mesure du coût de l'immobilier et de la valeur des logements. Les paiements quant à eux sont effectués en pesos chiliens (monnaie légale du Chili) en fonction de la valeur quotidienne de la Unidad de Fomento (UF).
Les valeurs actuelles et historiques de la Unidad de Fomento (UF) sont disponibles sur le site de la Banque Centrale du Chili.
Une autre unité monétaire semblable est utilisée pour le paiement des taxes, amendes et droits de douane: la Unidad Tributaria Mensual (UTM) (littéralement: unité de taxe mensuelle).

## Évolution du calcul de l'UF
Depuis sa création en 1967, chaque trimestre, la banque centrale détermine la valeur de l'UF pour 100 escudo chiliens en tenant compte de l'indice des prix à la consommation des trois derniers mois. En octobre 1975, la valeur de 1 UF a été cotée en peso, à une fréquence mensuelle, lorsque l'escudo a été remplacé. En juillet 1977, l'UF est calculé quotidiennement par interpolation entre le 10 de chaque mois et le 9 du mois suivant, en fonction de la variation de l'indice des prix à la consommation. Depuis 1990, la détermination de sa valeur est de la responsabilité de la Banque centrale du Chili qui tient compte de l'indice des prix à la consommation donné par l'Instituto Nacional de Estadísticas du Chile (Institut national de la statistique du Chili).
Valeurs historiques de l'UF au 31 décembre de chaque année :
| Année            | Valeur                |
| ---------------- | --------------------- |
| 1967             | Eº115,38              |
| 1968             | Eº 148,17             |
| 1969             | Eº 194,40             |
| 1970             | Eº 256,67             |
| 1971             | Eº 301,24             |
| 1972             | Eº 533,92             |
| 1973             | Eº 2.155,11           |
| 1974             | Eº 15.887,00          |
| 1975             | $ 94,70 ( Eº 94.700 ) |
| 1976             | $ 275,78              |
| 1977             | $ 462,58              |
| 1978             | $ 613,37              |
| 1979             | $ 842,14              |
| 1980             | $ 1.103,61            |
| 1981             | $ 1.232,25            |
| 1982             | $ 1.464,67            |
| 1983             | $ 1.824,03            |
| 1984             | $ 2.230,05            |
| 1985             | $ 2.818,39            |
| 1986             | $ 3.298,77            |
| 1987             | $ 4.044,03            |
| 1988             | $ 4.484,39            |
| 1989             | $ 5.432,32            |
| 1990             | $ 7.043,38            |
| 1991             | $ 8.286,27            |
| 1992             | $ 9.423,57            |
| 1993             | $ 10.623,13           |
| 1994             | $ 11.533,17           |
| 1995             | $ 12.482,81           |
| 1996             | $ 13.280,48           |
| 1997             | $ 14.096,93           |
| 1998             | $ 14.685,39           |
| 1999             | $ 15.066,96           |
| 2000             | $ 15.769,92           |
| 2001             | $ 16.262,66           |
| 2002             | $ 16.744,12           |
| 2003             | $ 16.920,00           |
| 2004             | $ 17.317,05           |
| 2005             | $ 17.974,81           |
| 2006             | $ 18.336,38           |
| 2007             | $ 19.622,66           |
| 2008             | $ 21.452,57           |
| 2009             | $ 20.942,88           |
| 2010             | $ 21.455,55           |
| 2011             | $ 22.294,03           |
| 2012             | $ 22.840,75           |
| 2013             | $ 23.309,56           |
| 2014             | $ 24.627,10           |
| 2015             | $ 25.629,09           |
| 2016             | $ 26.347,98           |
| Source: Valor UF |                       |